# Slag bij Posada

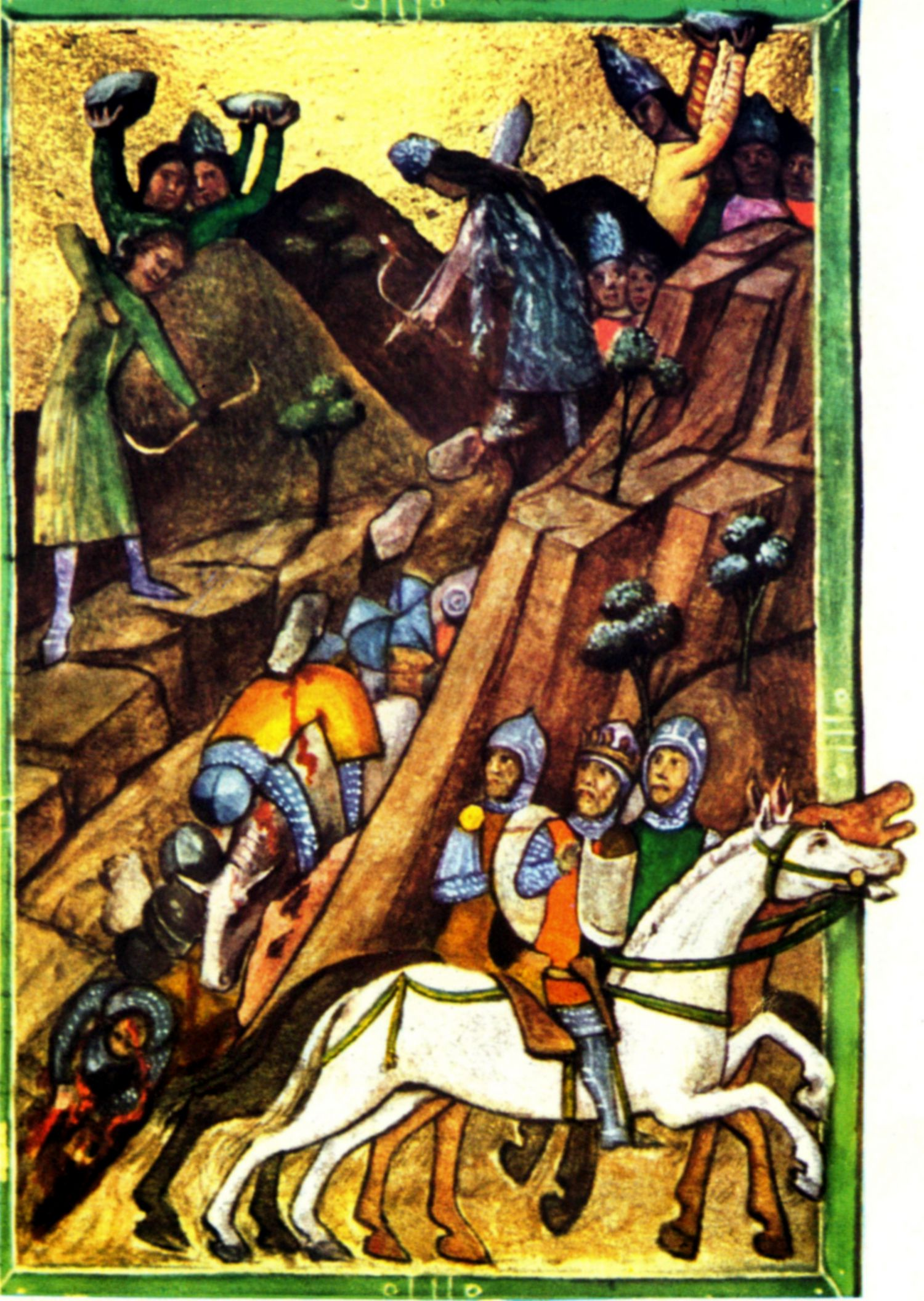
Chronicon Pictum Vindobonense - Slag bij Posada

De Slag bij Posada was een veldslag tussen 9 en 12 november 1330, waarin de Walaachse vorst Basarab I zijn opperheer Karel I van Hongarije een zware nederlaag toebracht. Posada is een plaats in Transsylvanië.
Karel I was ontevreden over de ongehoorzaamheid van zijn vazal Basarab. Hij trok er met een sterk leger (kronieken spreken van 30.000 man) op uit om Basarab te pakken te krijgen. Diens strijdmacht was veel te zwak om in het open veld het hoofd te bieden aan een  zo machtig leger. Hij trok zich daarom terug in de Karpaten. Koning Karel liet zich, tijdens de achtervolging, in een hinderlaag lokken, waarna zijn leger nagenoeg volledig vernietigd werd. Zelf kon hij slechts ternauwernood zijn leven redden door te vluchten.  
Door zijn overwinning op de koning van Hongarije wist Basarab de onafhankelijkheid van Walachije te verzekeren.